# Exhibitionnisme
 (octobre 2014).

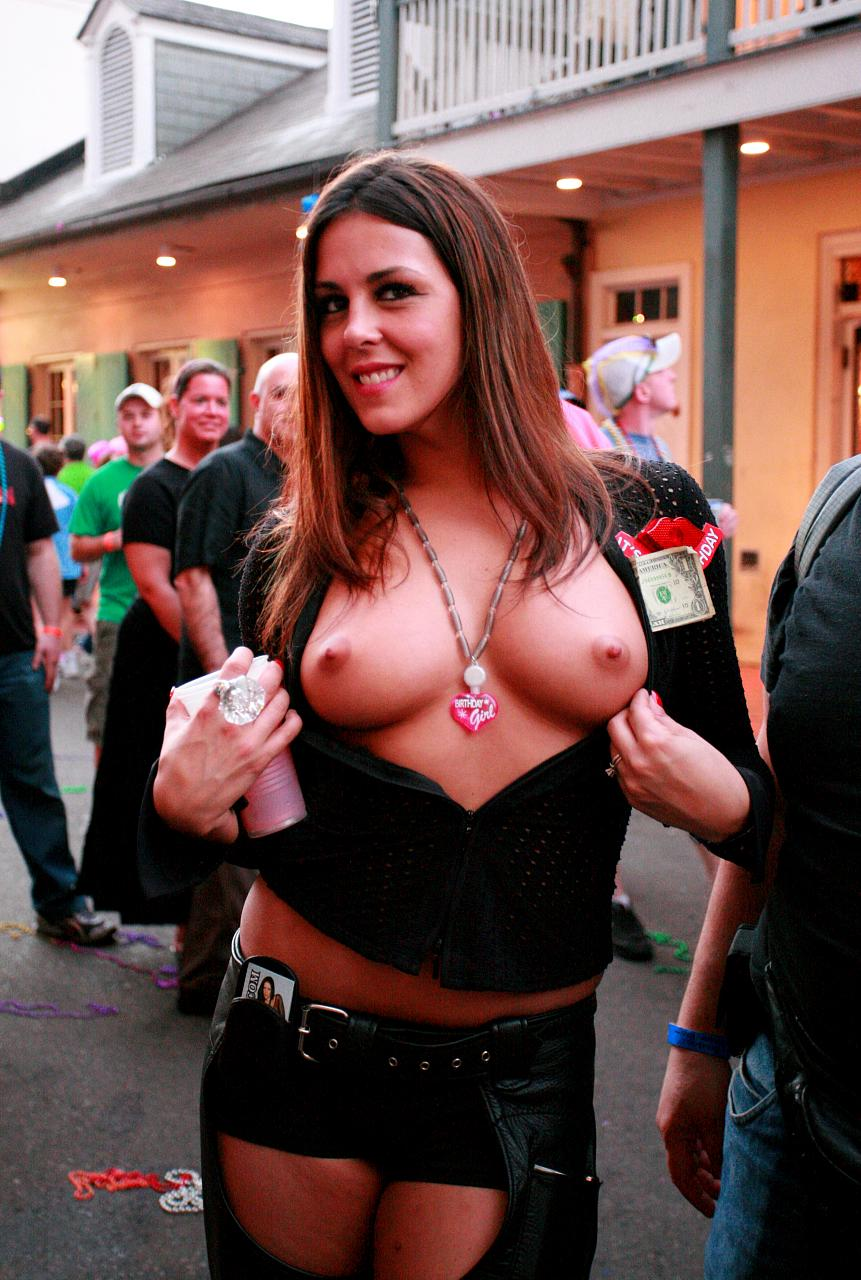
Jeune femme dans la rue montrant sa poitrine lors de la fête du Mardi Gras à la Nouvelle-Orléans.

L’exhibitionnisme est un comportement par lequel un individu expose les parties intimes de son corps à une ou plusieurs autres personnes dans une situation — par exemple un endroit public — où ces parties intimes ne sont normalement ou habituellement pas exposées. Un individu se livrant à l'exhibitionnisme est qualifié d'« exhibitionniste » voire dans certains cas de « pervers sexuel ».
Cet acte, qui peut être partiellement sexuel, a pour but d'attirer l'attention ou de choquer d'autres individus. Certains individus ont une compulsion psychologique à s'exposer eux-mêmes sexuellement, cette condition est nommée « apodysophilie ». Dans certaines situations, exposer ses parties intimes en public est un délit d'exhibition sexuelle ou d'outrage public à la pudeur.

## Généralités

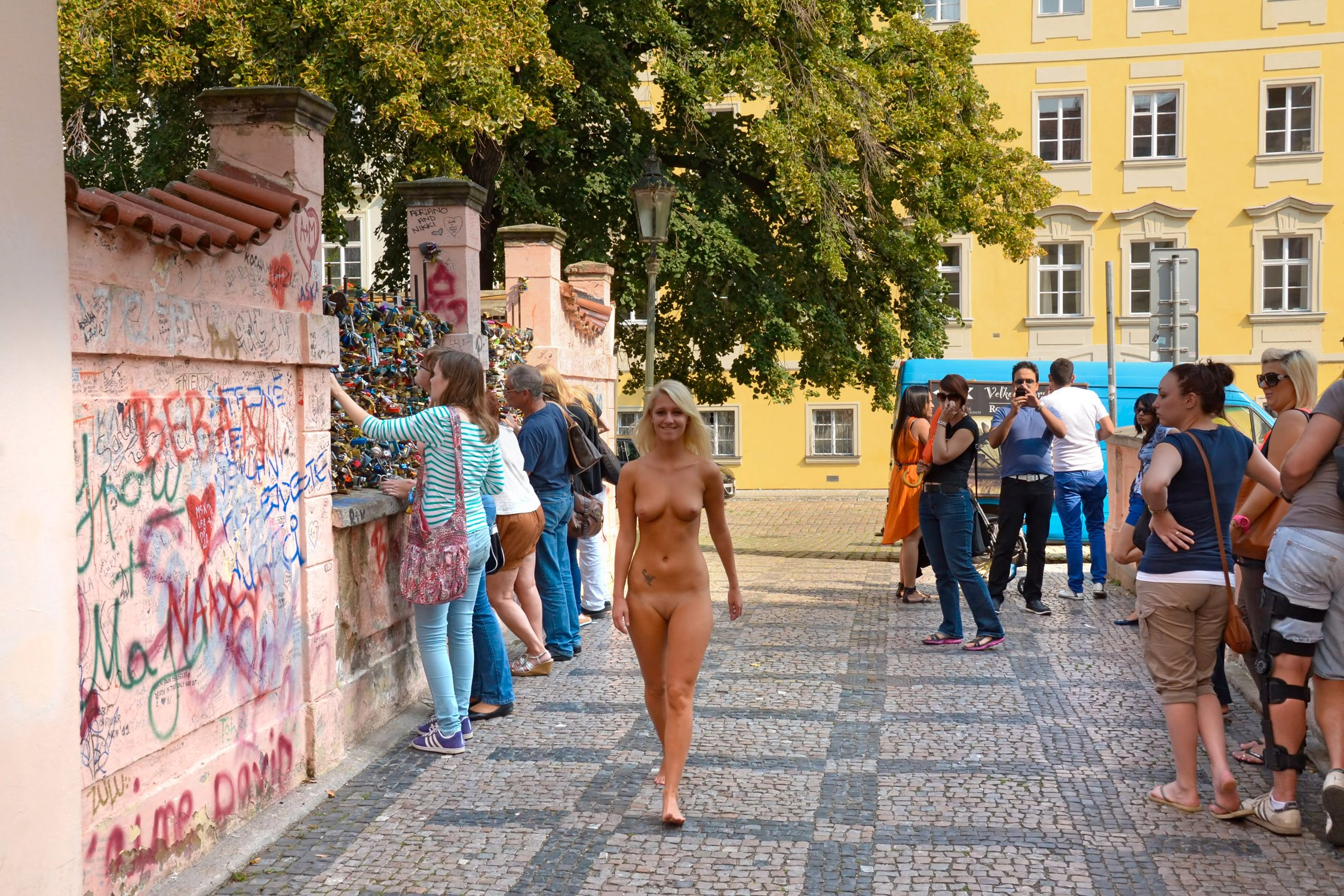
Femme marchant nue en public.

Les raisons poussant à l'exhibitionnisme sont nombreuses et variées incluant troubles mentaux, provocation, excitation, jeu / pari ou autres raisons spécifiques.
Dans certains pays, l'exhibitionnisme est illégal sur la voie publique, pour cause d'outrage public à la pudeur. Il n'est en fait légal que dans des lieux particuliers comme les bars à striptease et certains lieux dans lesquels les participants à la scène sont adultes et consentants.
Sur le plan psychanalytique, on considère l'exhibitionnisme comme l'envers du voyeurisme, les deux pulsions étant complémentaires et relevant du même mécanisme : l'érotisme du « voir/être vu ». L'objet de ces pulsions concerne notamment les organes génitaux, mais aussi d'autres parties du corps (fesses, hanches).

## Types
Pratiques classiques :
- montrer plus ou moins ostensiblement ses fesses, son sexe dans diverses attitudes pseudo-naturelles ;
- porter un chemisier transparent, seins nus ;
- être nu ou en lingerie « inspirée » (fine, fétichiste, etc.) sous un manteau de fourrure ou imperméable (qui reste néanmoins une image très clichée) ;
- maintenir sa braguette ouverte avec le sexe visible.

## Autres formes d'exhibition
L'apodysophilie est une forme d'exhibitionnisme dans laquelle le sujet ne se contente pas de montrer ses organes génitaux, mais éprouve le besoin de se déshabiller entièrement et de se montrer nu dans n'importe quel endroit.
Certains individus se lancent à eux-mêmes des défis consistant à abandonner leurs vêtements (en gardant parfois quelque chose aux pieds) et à se retrouver en état de nudité complète dans un lieu potentiellement fréquenté (immeuble, hôtel, parking, rue, autoroute, campagne, forêt, plage…) sans possibilité immédiate de se cacher ou de se couvrir. Les adeptes de ces défis de nudité (nude dares ou naked dares en anglais) sont mus par le désir de mettre à l’épreuve leur propre pudeur en prenant le risque de se faire voir, mais sans souhaiter réellement être vus et sans forcément pratiquer d’acte sexuel à cette occasion.

## Droit

### Droit belge
« L'exhibitionnisme consiste à imposer à la vue d'autrui ses propres organes génitaux dénudés ou un acte à caractère sexuel dans un lieu public, ou accessibles aux regards publics. Cette infraction est punie d'un emprisonnement de 8 jours à 1 an et d'une amende de 26 euros à 500 euros ».
« L'exhibitionnisme en présence d'un mineur ou d'une personne dont la vulnérabilité en raison de son âge, d'un état de grossesse, d'une maladie ou d'une infirmité physique ou mentale était manifeste ou connue de l'auteur, est puni d'un emprisonnement de 6 mois à 3 ans et d'une amende de 500 à 1 000 euros ».